# Gooderham Building
Das Gooderham Building (allgemein auch als Flatiron Building bezeichnet) ist ein aus roten Backsteinen errichtetes Haus im kanadischen Toronto. Das Gebäude befindet sich am östlichen Ende des Finanzviertels, in der Wellington Street. In diesem Stadtteil sind nach 1793 die ersten Häuser im damals neu gegründeten York (damaliger Name von Toronto) entstanden.
Das nach der Gooderham-Familie (1837 Gründer einer der größten Destillerien der Stadt) benannte Backsteingebäude wurde 1891 nach Entwürfen von David Roberts Jr. errichtet und wird, wie das bekanntere New Yorker Flatiron Building („flatiron“ auf Deutsch: Bügeleisen) wegen seiner markanten Dreiecksform ebenfalls als Bügeleisengebäude bezeichnet.
Am 9. September 1977 wurde das Gebäude zur National Historic Site of Canada erklärt.